# مختبر أقيانوغرافي إسكتلندي

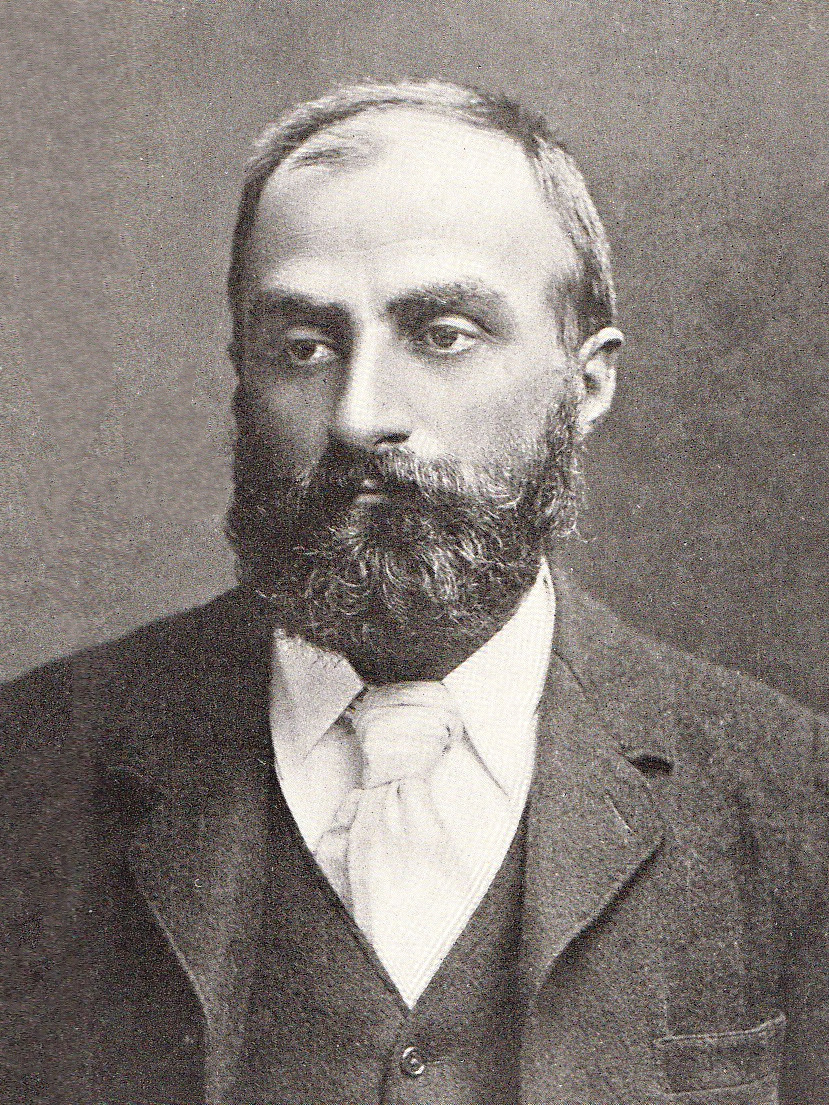

تأسس المختبر الأقيانوغرافي الإسكتلندي سنة 1906 بواسطة ويليام سبيرز بروس، الذي ارتحل كثيرًا في المناطق القطبية الجنوبية والقطبية الشمالية، وقاد الحملة الأسكتلندية الوطنية إلى القطب الجنوبي (SNAE)، 1902 - 04. كان بروس قد درس الطب في الأصل في جامعة إدنبرة، ولكنه حول دراساته إلى العلوم الطبيعية، ومن خلال خبراته المتنوعة، كون شهرةً كعالم في شئون القطبين. وقد جمع أيضًا كمية كبيرة من العينات النباتية البيولوجية الحيوانية الأرضية، إلى جانب كميات كبيرة من بيانات علم الأرصاد والبيانات المغناطيسية. وقد وفر المختبر، الذي تأسس في إدنبره في المبنى الموجود في شارع نيكلسون، مكانًا لفحص هذه المواد وتخزينها وعرضها، ومكتبًا يمكن لبروس منه أن يعمل على التقارير العلمية للحملة الأسكتلندية الوطنية إلى القطب الجنوبي، وقاعدةً يمكن من خلالها التخطيط للمزيد من الحملات.
كان بروس يطمح في أن يتطور المختبر إلى معهد أقيانوغرافي أسكتلندي وطني. وقد انعقد اجتماع لمناقشة هذه الإمكانية في مايو 1914، ونال الاقتراح دعمًا كبيرًا من أكبر العلماء الاسكتلنديين. وقد تشكلت لجنة تنظيمية، ولكن صُرف النظر عن الأمر عندما اندلعت الحرب في أغسطس 1914 ولم تتم إعادة النظر فيه. في ظروف نقص التمويل في سنة 1919، ومع تدهور صحته آنذاك، اضطر بروس إلى غلق المختبر، والتبرع بالعديد من العينات والكتب والمواد الأخرى إلى جامعة إدنبرة والجمعية الجغرافية الملكية الأسكتلندية والمتحف الملكي الأسكتلندي.